# 趙元偓
镇恭懿王赵元偓（977年—1018年），字希道。宋太宗第六子，端拱元年（988年）三月出阁，授检校太保、左卫上将军，封徐国公。至道二年（996年）二月，拜洪州都督、镇南军节度使。宋真宗即位，加同中書門下平章事，封彭城郡王。咸平五年（1002年）十一月，加检校太傅，景德二年（1005年）十一月，改镇静难、彰化軍節度，进封宁王。郊祀、东封泰山，悉为亚献，礼成，大中祥符二年（1009年）正月，授检校太尉、兼侍中、护国镇国等军节度。
大中祥符三年（1010年），文武官诣阙请皇帝祠后土，赵元偓率领节帅奏请，宋真宗下诏许之。皇帝将行，命赵元偓为河、华管内桥道顿递使。第二年（1011年），车驾入境，赵元偓奏方物、酒饩、金帛、茗药为贡，仪物非常隆盛。至河中，赵元偓与判府陈尧叟分别引导乘舆度蒲津桥。宋真宗登郑丘亭，看着元偓说：“桥道顿置严谨，尔之力也。”元偓顿首以谢。还京，加赵元偓中书令，领成德、安国等军节度，改封相王。五年（1012年）十一月，加守太傅。
宋真宗自即位以来，多次以学术要求宗室子弟。赵元偓作为藩戚之首，更加注重修励，宋真宗每制篇什，必令他属和。一日，宋真宗对宰相说：“朕每戒宗子作诗习射，如闻颇精习，将临观焉。”宋真宗临幸赵元偓官邸，宴请从官，宫僚毕会，赋七言诗。赵元偓奉酒上寿，被赐予袭衣、金带、器币、缗钱，又与宗室于西南亭习射，日落，从官退去，宋真宗独以宦官跟从，到趙元偁、赵元俨的王宫，再于元偓宫设宴，如家人之礼，夜二鼓而罢。七年（1014年）十月，进位太尉。八年（1015年）七月，因为荣王宫火，将元偓宫迁到景龙门外，皇帝车驾临幸。冬十一月，加兼尚书令、兼中書令。天禧元年（1017年）二月，换成德、镇宁二镇，进封徐王。二年（1018年）春，宫邸起火，赵元偓受惊，暴中风眩而死，年四十二岁。宋真宗临葬而哭，废朝五日，赠太师、尚书令、邓王，赠谥恭懿。
赵元偓姿表伟异，厚重寡言，通晓音律。宋仁宗即位，改封密王，明道二年（1033年）十一月，追封蘇王。英宗即位，追封韓王。元符三年（1100年）三月，追封燕王、镇王。
妻徐国夫人宋氏，咸平二年四月去世；魏国夫人贺氏，乾兴元年十二月去世。女宜都县主，天禧五年五月去世。
子孙：独子赵允弼→赵宗缋→赵仲历

## 延伸阅读
[在维基数据编辑]
 《宋史·卷245》，出自脱脱《宋史》